# هریت هارمن
هریت هارمن (انگلیسی: Harriet Harman؛ زادهٔ ۳۰ ژوئیهٔ ۱۹۵۰) یک وکیل و سیاست‌مدار اهل بریتانیا است. هارمن که عضو حزب کارگر انگلستان است از سال ۱۹۸۲ نماینده مجلس است. وی هم‌چنین در سال‌های ۲۰۱۰ و ۲۰۱۵ به مدت چند ماه رهبری حزب کارگر و رهبر اپوزیسیون بریتانیا را بر عهده داشت.